# Tubulozetes rostratus
Tubulozetes rostratus är en kvalsterart som beskrevs av P. Balogh 1989. Tubulozetes rostratus ingår i släktet Tubulozetes och familjen Tubulozetidae. Inga underarter finns listade i Catalogue of Life.